# Kanton Crest-Sud
Crest-Sud is een voormalig kanton van het Franse departement Drôme. Het kanton maakte deel uit van het arrondissement Die. Het werd opgeheven bij decreet van 20 februari 2014 met uitwerking op 22 maart 2015.

## Gemeenten
Het kanton Crest-Sud omvatte de volgende gemeenten:
- Autichamp
- Chabrillan
- Crest (deels, hoofdplaats)
- Divajeu
- Francillon-sur-Roubion
- Grane
- Piégros-la-Clastre
- Puy-Saint-Martin
- La Répara-Auriples
- La Roche-sur-Grane
- Saou
- Soyans

Vanaf 2015 zijn deze verdeeld over de kantons Crest en Dieulefit